# Puto ulter
Puto ulter är en insektsart som beskrevs av Ferris 1950. Puto ulter ingår i släktet Puto och familjen ullsköldlöss. Inga underarter finns listade i Catalogue of Life.